# Brougham (hippomobile)
Pour les articles homonymes, voir Brougham.

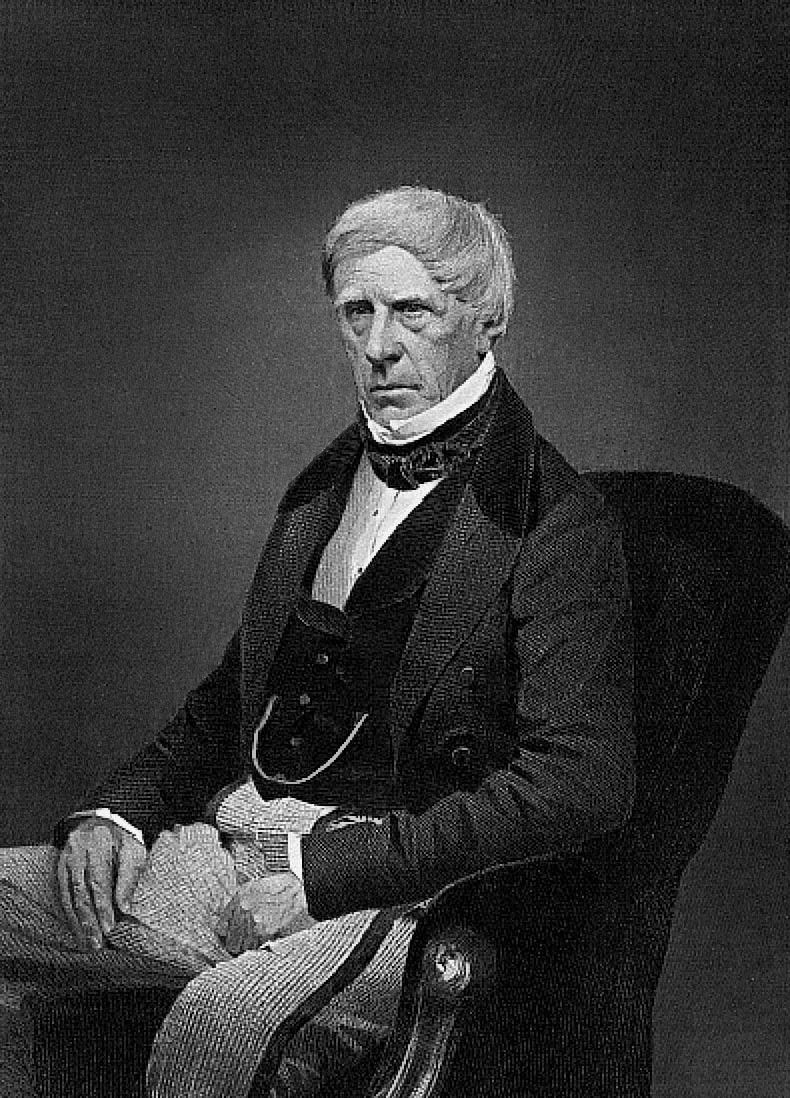
Lord Henry Brougham (1778-1868)

Le brougham est une voiture hippomobile proche du coupé de ville. Il a été mis au point en 1838, par les carrossiers Robinson & Cook, pour Henry Brougham (1778-1868), Lord Chancelier d'Angleterre.
Le brougham est une voiture à quatre roues, tirée par un cheval, avec une caisse fermée qui descend assez bas entre les trains avant et arrière, et un siège pour le cocher à l'avant, à l'air libre. La partie avant de la caisse est vitrée. Il possède cinq ressorts à l'arrière et deux ressorts pincettes à l'avant.
Le brougham connut de nombreuses modifications successives. Le brougham-landaulet avait une capote rabattable à l'arrière.
Le double brougham avait deux banquettes en vis-à-vis. Le brougham a été une des voitures les plus répandues en Angleterre. À Londres, beaucoup de broughams « d’occasion » se retrouvèrent reconvertis en hackneys ou fiacres.
En automobile, Brougham est le nom donné à un type de carrosserie, notamment la berline de luxe Cadillac Eldorado en 1957.

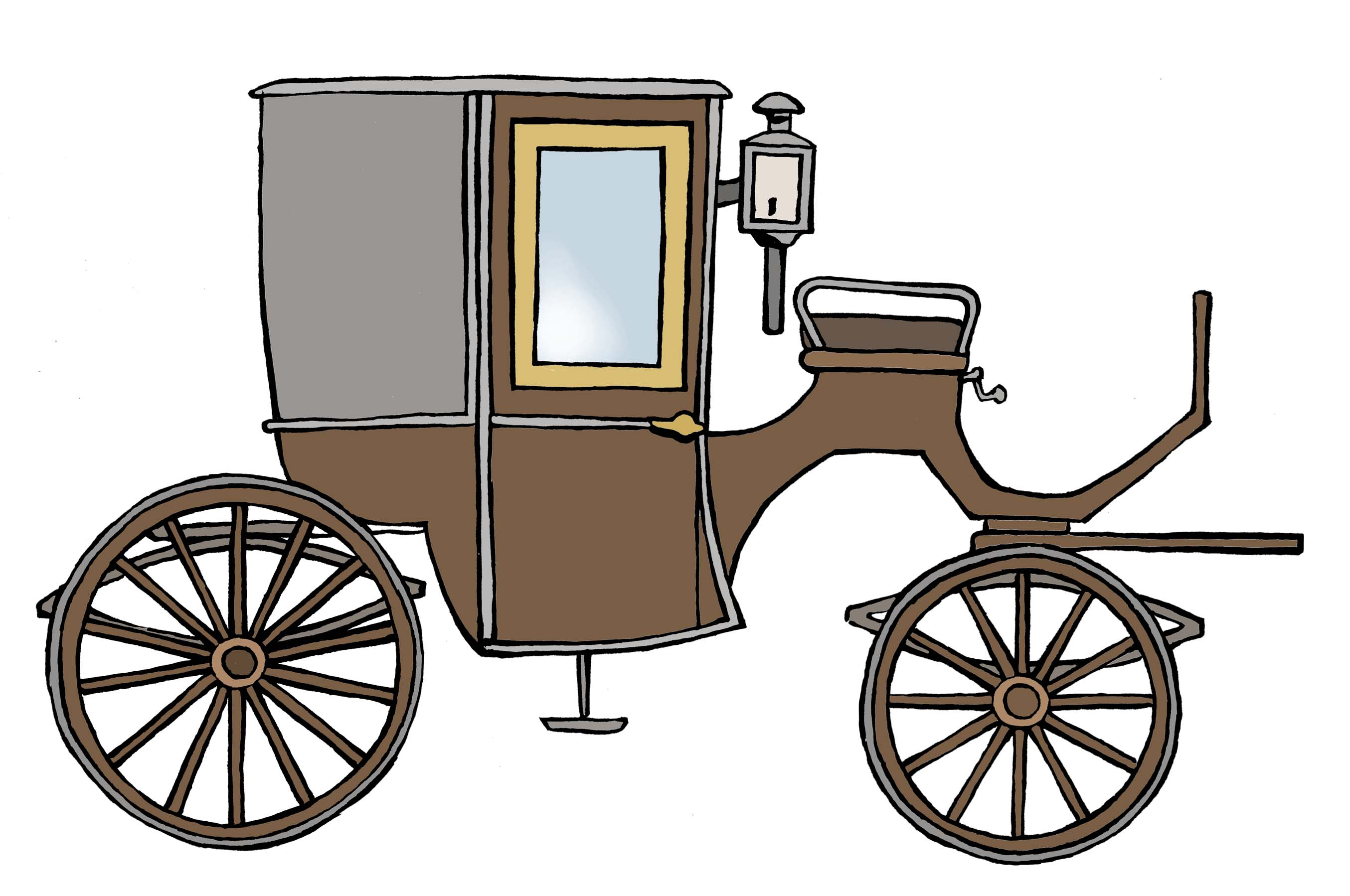
Brougham (dessin de Jean-Claude Pertuzé)
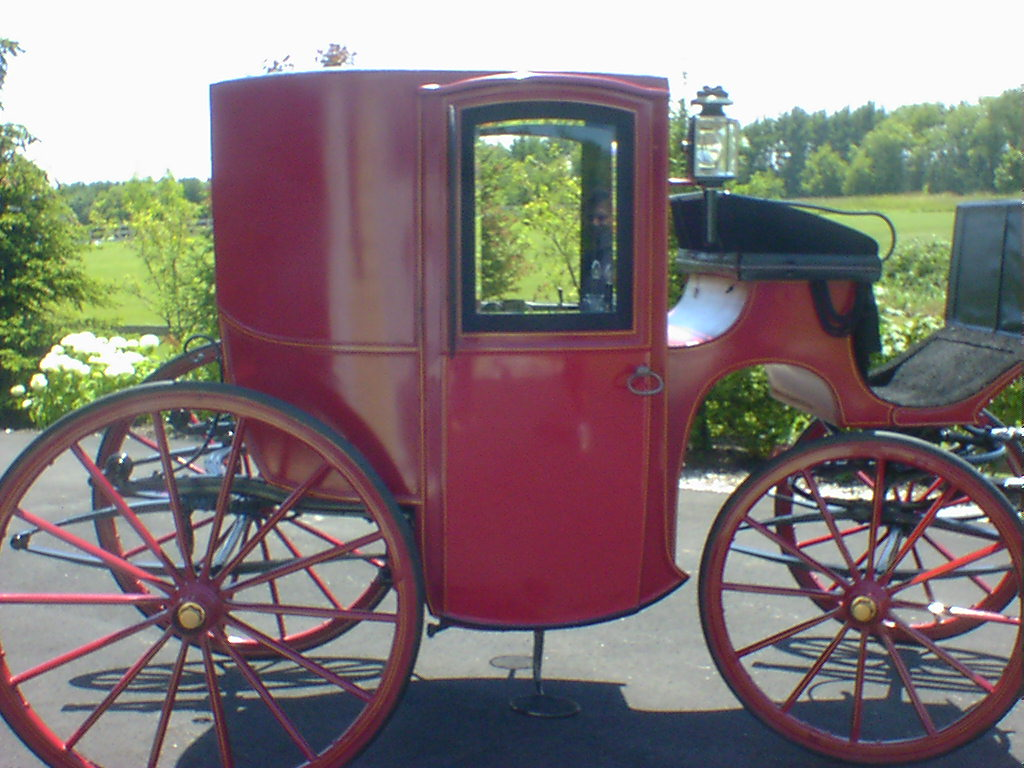
Brougham Rauch & Lang, v. 1890.
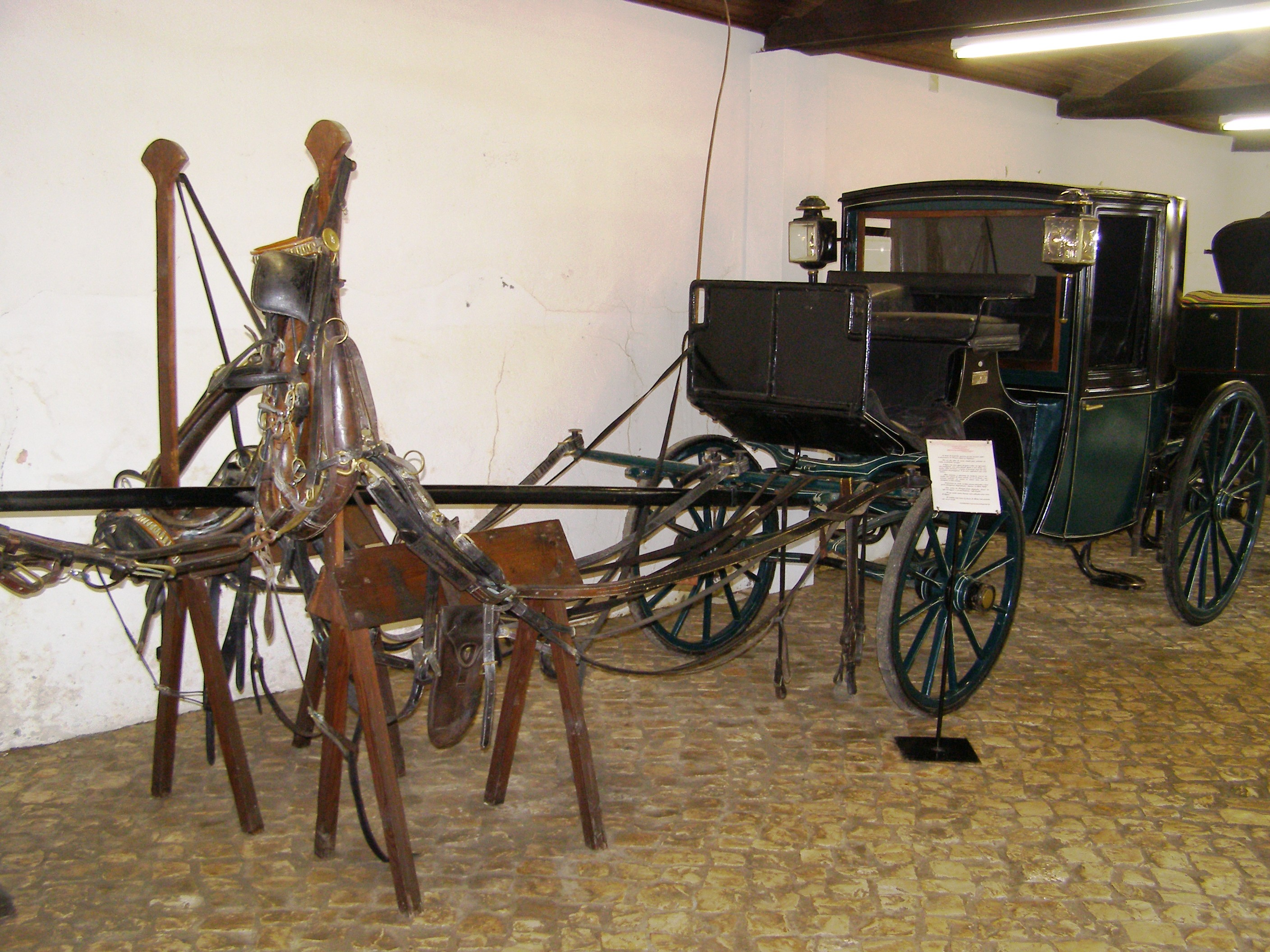
Brougham, musée de Mafra (Portugal).

## Sources
Joseph Jobé, Au temps des cochers, Lausanne, Edita-Lazarus, 1976.  (ISBN 2-88001-019-5)